# Stadtresidenz Landshut

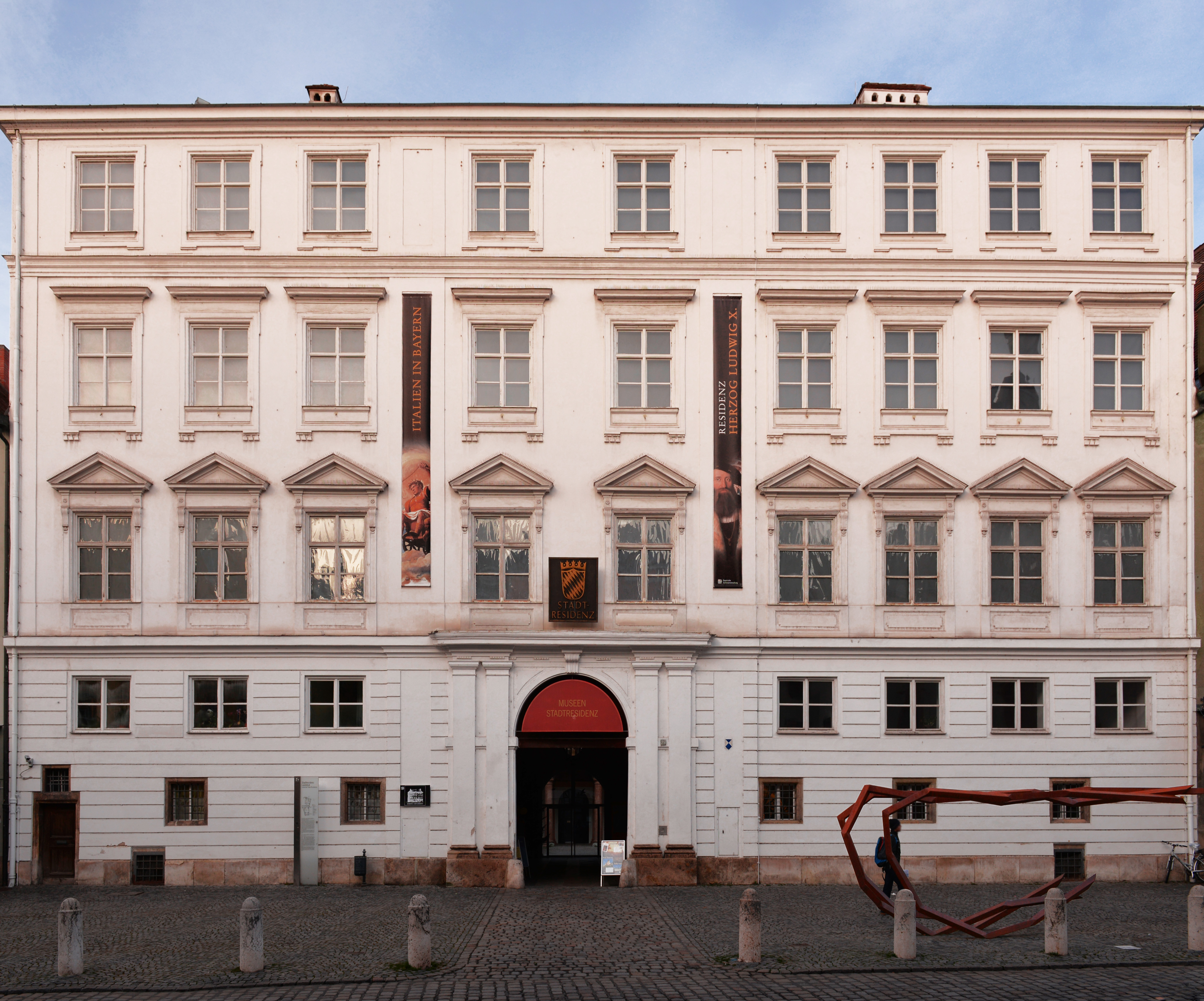
Außenansicht Stadtresidenz Landshut am "Deutschen Bau" von Osten (2014), im Vordergrund die temporär ausgestellte Skulptur Tanz IV von Robert Schad

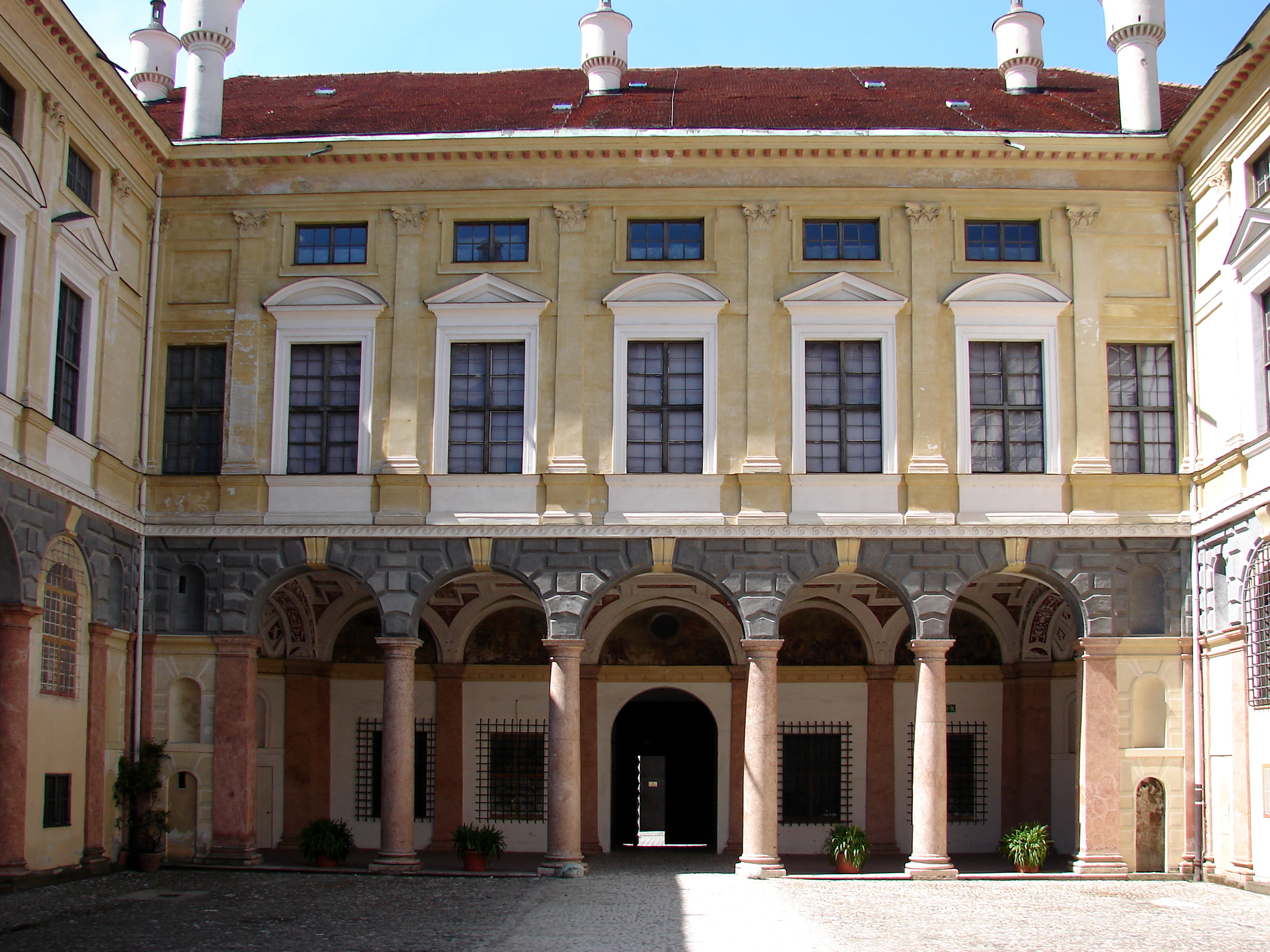
Innenhof am "Italienischen Bau"

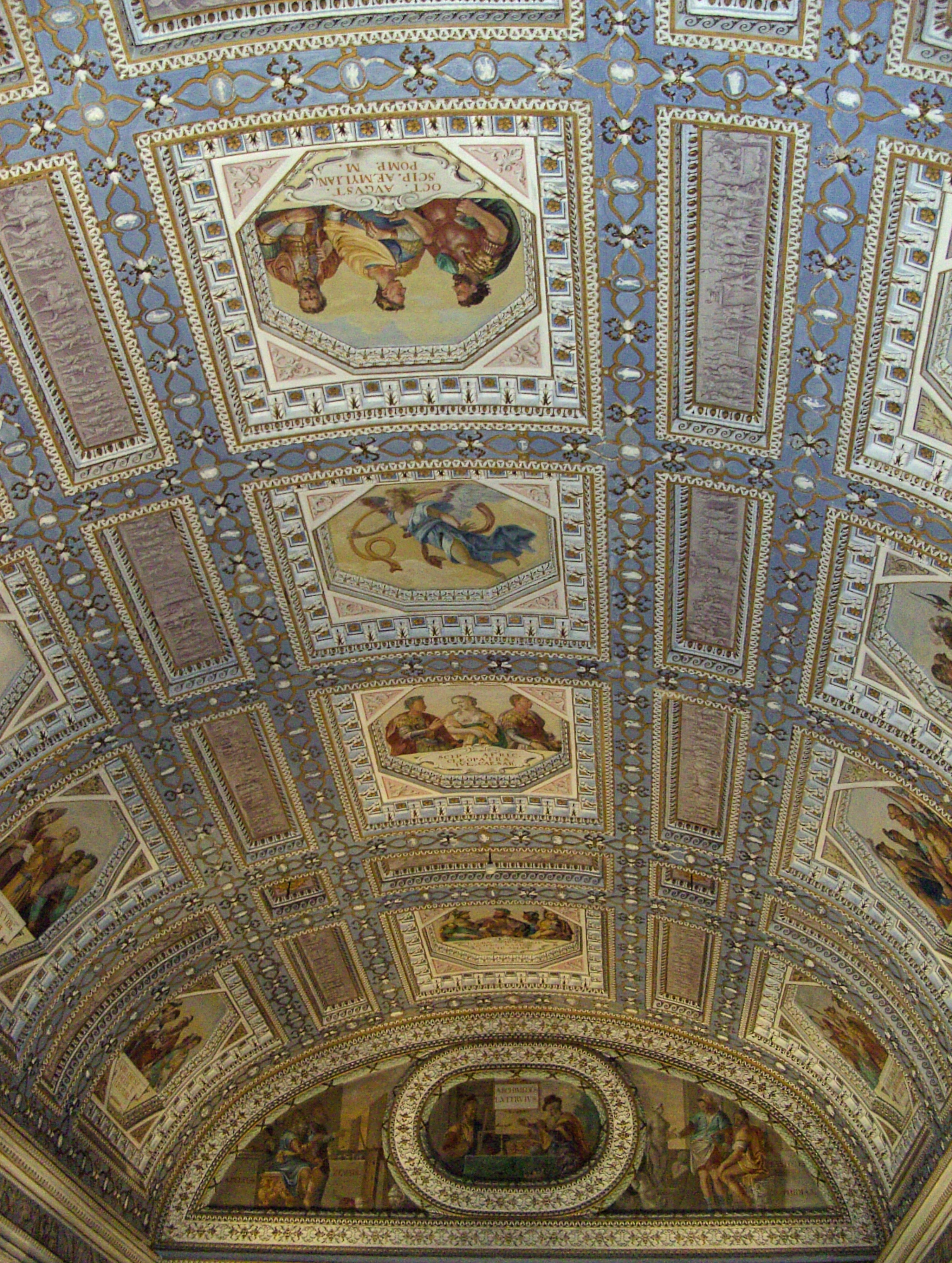
Kassettendecke im Italienischen Saal (2010)

Die Stadtresidenz Landshut ist ein Palastbau inmitten der Landshuter Altstadt, der unter Herzog Ludwig X. in den Jahren 1536 bis 1543 erbaut und später von verschiedenen Adligen zu Wohnzwecken genutzt wurde. Die Schaufassade zur Altstadt hin wurde im 18. Jahrhundert klassizistisch umgestaltet. Die Anlage ist unter der Aktennummer D-2-61-000-64 als Baudenkmal von Landshut verzeichnet.
Die Stadtresidenz gilt gemeinhin als das früheste, sich auf italienische Vorbilder beziehende Werk der Hochrenaissancearchitektur nördlich der Alpen. Vor allem der Palazzo del Te in Mantua wird als Vorbild für den Landshuter Palastbau angesehen. Die kunsthistorische Forschung betrachtet ihn als ein wichtiges Baubeispiel der italienischen Renaissance, das nördlich der italienischen Gebiete errichtet wurde.

## Geschichte und Architektur
Zunächst errichtete der Augsburger Baumeister Bernhard Zwitzel in den Jahren 1536/37 den so genannten Deutschen Bau, der heute den Ostflügel der Residenz und damit auch deren Schaufassade zur Altstadt hin bildet.
Etwa zur gleichen Zeit fand Herzog Ludwig X. bei einem Italienbesuch großen Gefallen an dem Palazzo del Te in Mantua. Es gibt die These, dass er dessen renommierten Architekten Giulio Romano für eine Erweiterung seiner Stadtresidenz engagierte. Dieser oder ein namentlich nicht bekannter Schüler von ihm errichtete ab 1537 zur Rückseite, also zur Ländgasse hin, den so genannten Italienischen Bau, einen typisch italienischen Renaissance-Palazzo. Dieser besteht aus Nord-, West- und Südtrakt und umschließt daher gemeinsam mit dem viergeschossigen Deutschen Bau einen rund 27 × 20 Meter großen Innenhof. Man vermutet, dass Romano während der Bauzeit mindestens einmal, nämlich im Jahr 1539, in Landshut gewesen sein könnte, um die Umsetzung seines Entwurfs durch die italienischen Handwerker zu begutachten und sein Gestaltungskonzept daraufhin leicht zu modifizieren. Die Rolle Romanos ist aber in der Forschung umstritten und nicht allgemein anerkannt.
Die drei Flügel des Italienischen Baus sind zum Innenhof hin mit rustizierten Arkaden versehen und bilden eine sog. Loggia. Diese werden von Säulen mit kreisrundem Querschnitt getragen. Damit weicht Giulio Romano als Manierist aber schon eklatant von dem von der Antike her motivierten Architekturverständnis seiner Vorgänger ab. Dieses sahen unter rustizierten Bögen quadratische Pfeiler mit einem Architrav vor. Die von Romano gefundene Lösung taucht zum ersten Mal in Landshut auf und findet anschließend in Italien große Verbreitung – ein Beleg dafür, dass die Landshuter Stadtresidenz auch international als Schlüsselwerk der Hochrenaissance (in Italien schon des Manierismus) angesehen werden darf.
Ein weiteres Stilelement, das erstmals in Landshut benutzt wird, ist die achteckige Kassettierung im Durchgang vom Innenhof zur rückwärtigen Ländgasse. Diese ist perspektisch so angelegt, dass sie dem Betrachter von seinem Standpunkt aus her richtig erscheint. Bei dem beinahe identischen Eingangsgewölbe des Palazzo del Tè hatte der Baumeister die Verzerrung der Kassettenformen noch hingenommen. Der von außen nicht zu erahnende Innenhof, der bei dem langgestreckten Grundstück der Landshuter Residenz für ausreichende Beleuchtung und Belüftung der Räume sorgt, sowie die zur Erbauungszeit einzigartige symmetrische Treppenanordnung in der Eingangshalle des sog. 'Deutschen Baus' wurden beispielsweise von Andrea Palladio bei der Konzeption des Palazzo Porto in Vicenza aufgegriffen.
Die Prunkräume der Stadtresidenz mit reichen Stuckarbeiten und Freskomalereien bilden bis heute die Touristenattraktion der Stadt neben der Burg Trausnitz, dem vormaligen Wohnsitz des Herzogs Ludwig X. Während die Stuckdekoration von aus Mantua stammenden Italienern besorgt wurde, stammen die Malereien zu biblischen, mythologischen und historischen Themen von Künstlern wie Hermanus Posthumus, Hans Bocksberger d. Ä. und Ludwig Refinger.
Die Schaufassade am Deutschen Bau zur Altstadt hin wurde im 18. Jahrhundert klassizistisch durch den Hofbaumeister Karl Albert von Lespilliez umgestaltet, als Pfalzgraf Wilhelm von Birkenfeld-Gelnhausen von 1780 bis 1799 in der Residenz residierte. Aus dieser Zeit stammen auch die nach ihm benannten sog. Birkenfeld-Zimmer im Deutschen Bau. Da Kronprinz Ludwig während seines Studiums in Landshut hier lebte, erhielten im Jahre 1803 einige Räume heute selten gewordene, frühe Wandtapeten. Diese aus Frankreich stammenden Tapeten wurden bei der Innenrenovierung in den Jahren 1993 bis 2003 wieder freigelegt.